# Solenopsis laevithorax
Solenopsis laevithorax é uma espécie de formiga do gênero Solenopsis, pertencente à subfamília Myrmicinae.